# Нетто, Игорь Александрович
И́горь Алекса́ндрович Не́тто (9 января 1930, Москва — 30 марта 1999, там же) — советский футболист и хоккеист, футбольный тренер. Заслуженный мастер спорта СССР (1954), заслуженный тренер РСФСР (1986), полузащитник команды «Спартак» (Москва) (1949—1966) и сборной СССР. Чемпион Европы 1960 года и Олимпийский чемпион 1956 года по футболу, 5-кратный чемпион СССР и 3-кратный обладатель Кубка СССР. Многолетний капитан сборной СССР и «Спартака». 18 сезонов футболист провел в «Спартаке», что является рекордом за всю историю красно-белых. Из 404 матчей за «Спартак» 403 он начинал в основе, а заменили его за 18 лет только трижды. Игорь Нетто попадал в список 33 лучших футболистов СССР 13 лет подряд, 12 раз заняв первое место на своей позиции — атакующего полузащитника. Также имеет выступления за хоккейный клуб «Спартак» (Москва), в составе которого провёл 22 официальных матча и отметился 29 результативными очками по системе «гол+пас».
Существует так называемый Клуб Игоря Нетто, в который входят футболисты, сыгравшие в составе сборных СССР и России более 50 матчей. Сам же «основатель» клуба был первым, достигнувшим отметки в 50 игр за национальную команду.

## Биография
Воспитанник юношеской команды московского «Спартака». Отличался высокой техникой, атакующим стилем игры, точным пасом, умением видеть поле. В чемпионате СССР провёл 368 матчей, забил 36 мячей. В сборной СССР (1952—1965) сыграл 54 матча и забил 4 гола. Участник Олимпийских игр 1952 и 1956 годов, Чемпионатов мира 1958 и 1962 годов.
Нетто был капитаном «Спартака» в 1952—1956, 1958—1964 годах. Участвовал в первом официальном матче сборной СССР 15 июля 1952 года в финском городе Котка со сборной Болгарии (2:1). Носил капитанскую повязку сборной неизменно с 1954 года, за исключением 11 матчей, которые пропустил из-за травм. Был капитаном сборной СССР в 52 матчах (больше — только Альберт Шестернёв — 67 матчей).
«Я считаю, что спартаковский футбол пошел именно от Нетто, это короткий и средний пас, контроль мяча. Нетто всегда критически относился к тому, кто в простых ситуациях терял мяч, чрезмерно рисковал или играл в длинный пас. Он мог в любое время матча подойти к партнеру и сделать замечание. Это был настоящий капитан, с ним всегда считался любой тренер, который находился в „Спартаке“. Он мог во время игры принимать свои решения, как в той или иной ситуации действовать команде, в тактическом плане, Нетто понимал футбол по-своему. Он был очень жестким в своих требованиях, на тренировках мы его побаивались», — вспоминает партнёр Нетто по «Спартаку» Юрий Семин.
По широко известной в СССР версии, на чемпионате мира 1962 года во втором тайме матча с командой Уругвая Игорь Численко вывел сборную СССР вперёд (2:1). Нетто же после общения с партнёрами отправился к главному арбитру и попросил отменить гол советской команды, поскольку мяч залетел в ворота с внешней стороны через дырку в сетке. Этот эпизод впервые стал известен в 1964 году после выхода первого издания книги Нетто «Это футбол». Однако эта история не имеет какого-либо официального подтверждения.
Тренировал в СДЮШОР «Спартака» с 1971 по 1972 год, в 1976-м, а затем с 1979-го по 1990-й. Одним из самых известных воспитанников Нетто считается Игорь Шалимов, который находился под его руководством с 11 до 17 лет.

## Семья
Прапрадед Нетто в XVIII веке приехал в Российскую империю из Италии и работал садовником в Эстляндской губернии (Эстонская Республика с 1918) г. Мать Нетто, Юлия Вильгельмовна, переехала из Эстонии в Москву в 1917 году, отец, Александр Андреевич, чуть раньше. Отец с 1915 года вступил в состав Латышской стрелковой дивизии (с 1918 г. Латышская стрелковая советская дивизия), мать работала в канцелярии Наркоминдела. Старший брат Лев (1925—2017) был назван в честь Льва Троцкого; во время Великой Отечественной войны в феврале 1944 попал в немецкий плен, в марте 1945 года был освобождён из Плауэна американскими войсками. В 1948 году осуждён на 25 лет, отбыл в заключении 8 лет.
Игорь Нетто был женат на актрисе Ольге Яковлевой, разведены с 1987 года.

## Память
В Москве, на доме № 5 по набережной Тараса Шевченко, где жил Игорь Нетто с 1955 по 1997 год, установлена мемориальная доска. Квартиру в этом доме Нетто получил за историческую победу над западногерманской сборной в составе сборной СССР в 1955 году.
В районе Богородское стадион, где проводят свои матчи молодёжный состав и команды детско-юношеской спортивной школы «Спартак» Москва, до 2014 года носил имя Игоря Нетто (в 2014 году переименован в стадион имени Н. П. Старостина).
Автор книги «Это футбол» (2 издания, 1964 и 1974). Последние годы жизни болел, испытывал проблемы с памятью. Поэтому жил в семье брата, так как жена отказалась от него.
Похоронен на 24-м участке Ваганьковского кладбища.
Завоеванные медали, в том числе золотая олимпийская медаль Мельбурна, были переданы в музей ФК «Спартак» Москва.
- К чемпионату мира по футболу 2018 года в Казани появился паблик-арт[9] с изображением Игоря Нетто.
- С 9 января 2020 года Центральная трибуна стадиона «Открытие Арена» носит имя Игоря Александровича Нетто.
- В Москве в Покровское-Стрешнево в июне 2021 года именем Нетто названа улица, расположенная рядом со стадионом «Спартак» («Открытие Банк Арена»)[10][11].
- В Москве 31 июля 2022 года у трибуны «С» стадиона «Открытие Арена» открыт памятник Игорю Нетто. Скульптор — Филипп Рукавишников[12][13].

## Достижения

### Командные
- Олимпийский чемпион 1956 года (5 матчей, 1 гол)
- Обладатель Кубка Европы 1960
- Чемпион СССР: 1952, 1953, 1956, 1958, 1962
- Обладатель Кубка СССР: 1950, 1958, 1963
- Победитель Всемирных Спортивных Игр Молодёжи и Студентов (в рамках фестиваля), Хельсинки: 1962

### Личные
- В списках лучших футболистов сезона в СССР 13 раз, из них № 1 (1950, 1952, 1953, 1955—1963) — 12 раз, № 2 (1951)
- Член символической сборной по итогам чемпионата Европы по версии УЕФА: 1960[14]
- Заслуженный мастер спорта СССР
- Заслуженный тренер СССР

## Награды
- Орден Ленина (27.04.1957) — за успехи, достигнутые в деле развития массового физкультурного движения в стране, повышения мастерства советских спортсменов, и успешное выступление на международных соревнованиях
- Орден Дружбы (19.04.1995) — за заслуги в развитии физической культуры и спорта и большой личный вклад в возрождение и становление спортивного общества «Спартак»[15].

## Статистика выступлений
На основании «Спартак Москва. Официальная история 1922—2002»
| Клуб           | Год   | Чемп. | Чемп. | Кубок | Кубок | Дубль | Дубль | Всего | Всего |
| Клуб           | Год   | Игр   | Гол   | Игр   | Гол   | Игр   | Гол   | Игр   | Гол   |
| -------------- | ----- | ----- | ----- | ----- | ----- | ----- | ----- | ----- | ----- |
| Спартак Москва | 1948  | 0     | 0     | 0     | 0     | ???   | 0     | ???   | 0     |
| Спартак Москва | 1949  | 8     | 1     | ???   | 0     | ???   | 0     | ???   | 1     |
| Спартак Москва | 1950  | 36    | 2     | 4     | 0     | 0     | 0     | 40    | 2     |
| Спартак Москва | 1951  | 25    | 2     | 5     | 1     | ???   | 0     | ???   | 3     |
| Спартак Москва | 1952  | 13    | 1     | 4     | 0     | 0     | 0     | 17    | 1     |
| Спартак Москва | 1953  | 21    | 1     | 2     | 0     | ???   | 0     | ???   | 1     |
| Спартак Москва | 1954  | 15    | 1     | 2     | 0     | ???   | 0     | ???   | 1     |
| Спартак Москва | 1955  | 21    | 6     | 2     | 0     | 0     | 0     | 23    | 6     |
| Спартак Москва | 1956  | 20    | 4     | 0     | 0     | ???   | 0     | ???   | 4     |
| Спартак Москва | 1957  | 20    | 1     | 4     | 1     | 0     | 0     | 24    | 2     |
| Спартак Москва | 1958  | 20    | 0     | 4     | 1     | 0     | 0     | 24    | 1     |
| Спартак Москва | 1959  | 22    | 4     | 1     | 0     | 0     | 0     | 23    | 4     |
| Спартак Москва | 1960  | 24    | 2     | 0     | 0     | 0     | 0     | 24    | 2     |
| Спартак Москва | 1961  | 23    | 3     | 1     | 0     | 0     | 0     | 24    | 3     |
| Спартак Москва | 1962  | 23    | 1     | 0     | 0     | 0     | 0     | 23    | 1     |
| Спартак Москва | 1963  | 37    | 4     | 5     | 0     | ???   | 0     | ???   | 4     |
| Спартак Москва | 1964  | 32    | 3     | 3     | 1     | 0     | 0     | 35    | 4     |
| Спартак Москва | 1965  | 4     | 0     | 2     | 0     | 0     | 0     | 6     | 0     |
| Спартак Москва | 1966  | 4     | 0     | 3     | 0     | 0     | 0     | 7     | 0     |
| Итого          | Итого | 368   | 36    | ???   | 4     | ???   | 0     | ???   | 40    |

## Тренерская работа
- Главный тренер «Омонии» (Никосия, Кипр): январь-июнь 1967.
- Тренер «Шинника» (Ярославль): январь-июль 1968.
- Главный тренер «Шинника» (Ярославль): август-декабрь 1968.
- Главный тренер сборной Ирана: 1970—1971.
- Тренер «Спартака» (Москва): 1973—1975.
- Главный тренер «Паниониса» (Афины, Греция): 1977 — август 1978.
- Главный тренер «Нефтчи» Баку: январь-июнь 1979.
- Тренер СДЮШОР Спартак Москва: сентябрь 1971—1972, 1976, сентябрь 1979—1990.
- Тренер-консультант «Торнадос» (Хараре, Родезия): 70-е.
- Начальник сборной ветеранов СССР и России: 1991—1993.

## Киновоплощения
- Дмитрий Белоцерковский — «Лев Яшин. Вратарь моей мечты», 2019 год.